# Fulk III., grof Anjoua
Fulk Crni (starofrancuski Foulque Nerra; oko 970. – 21. lipnja 1040.) bio je jedan od ranih grofova Anjoua slavljen još u srednjem vijeku kao graditelj dvoraca i opatija. Vodio je ratove sa susjedima iz Bretanje, Bloisa i Akvitanije te je četiri puta bio u Jeruzalemu na hodočašću. Fulk je bio pobožan kršćanin.
Fulk je bio sin Gotfrida I. Sivoplašta, kojeg je naslijedio na mjestu grofa. Fulkova majka bila je Adela od Meauxa, koja je umrla prije muža. Sestra grofa Fulka bila je Ermengarda, supruga Konana I., grofa Rennesa. Nakon što je postala udovica, Ermengardu je Fulk udao za drugoga grofa. Fulkova je prva supruga bila Elizabeta, a kći je bila Adela. Elizabeta je spaljena na lomači zbog preljuba. Fulk se potom oženio Hildegardom i dobio sina Gotfrida II., grofa Anjoua, kao i kćer Ermengardu Blanku. Anžuvinci su kćerima katkada davali dva imena. Ermengarda je bila nazvana po svojoj teti. Fulkov je polubrat bio Mauricije. Fulk je predak engleskih kraljeva iz dinastije Plantageneta.